# ادوارد استورین
ادوارد استورین (هلندی: Edward Sturing؛ زادهٔ ۱۳ ژوئن ۱۹۶۳) بازیکن سابق و مربی فوتبال اهل هلند است.
از باشگاه‌هایی که در آن بازی کرده‌است می‌توان به باشگاه فوتبال دی گرافشاپ و باشگاه فوتبال ویتس‌آرنهم اشاره کرد.
وی همچنین در تیم ملی فوتبال هلند بازی کرده‌است.